# Саона
Саона (исп. Isla Saona) — самый крупный остров, относящийся к провинции Доминиканской республики Ла-Альтаграсия, входит в состав юго-восточного национального заповедника. Занимает площадь 110 км². На острове находятся три небольшие рыбацкие деревни.

## История
Остров открыт Христофором Колумбом во время второй экспедиции 14 сентября 1494.
На острове множество пещер, ранее использовавшихся индейцами таино. Самая известная — легендарная пещера Котубанама, названная так по имени вождя, который в начале XVI века, спасаясь от испанцев, нашёл убежище в этой пещере.

## Флора и фауна
На территории острова произрастают около 539 разных видов растений, многие из которых растут только здесь. Различные виды растений, произрастающих во влажных лесах, нашли себе приют во влажных мангровых лесах, которых насчитывают здесь четыре вида. Среди них такие, как черные и красные. Водятся черепахи и игуана в прибрежных районах можно увидеть ламантинов и дельфинов, а в тёплых водах мелководья живут и размножаются морские звёзды различной величины и окраса. На острове живут чайки, голуби, зеленые попугаи, аисты и другие виды птиц. В корнях мангровых зарослей миллионы мальков находят себе приют от хищников. Известны 40 разных видов рыб, 124 вида моллюсков, обитающих в прибрежных водах.